# 안와전두피질
안와전두피질(orbitofrontal cortex, ORC), 안와회(眼窩回)는 의사결정에 따른 인지 처리에 관여하는 뇌의 전두엽에 있는 전전두피질 영역의 대뇌 피질이다. 인간이 아닌 영장류에서는 안와전두피질을 연합 피질 구역(association cortex area) 브로드만 영역 11, 브로드만 영역 12, 브로드만 영역 13으로 구성되고, 인간에서는 브로드만 영역 10, 브로드만 영역 47로 구성된다.

## 같이 보기
- 인물
  - 에드워드 마이브리지
  - 피니어스 게이지
- 질병
  - 강박 장애

## 관련 이미지

안와회(Orbital gyrus)는 빨간색으로 표시되었다.
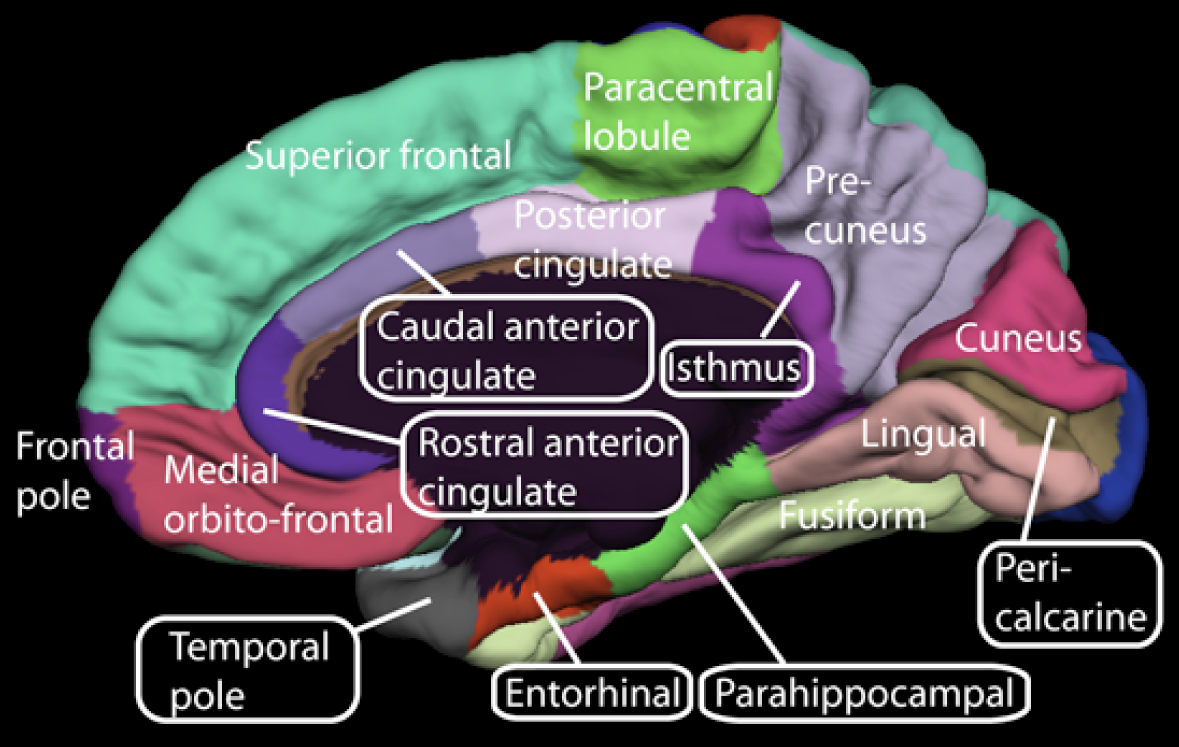
대뇌피질의 내부 표면(Medial surface) - 회(gyri)
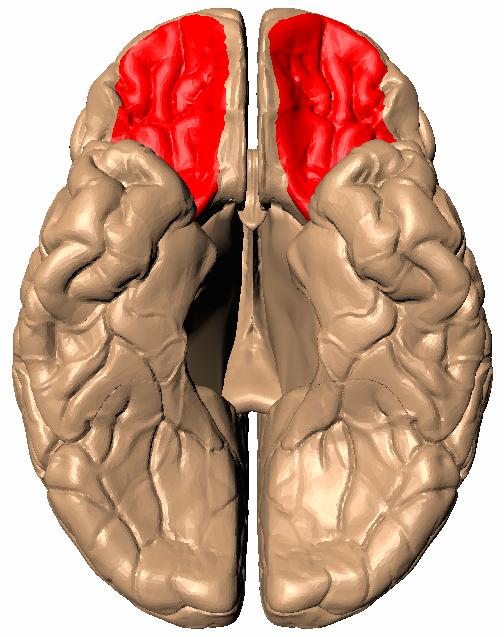
대뇌의 바닥쪽 표면(Basal surface). 안와회는 빨간색으로 표시되었다.